# Nasheet Waits

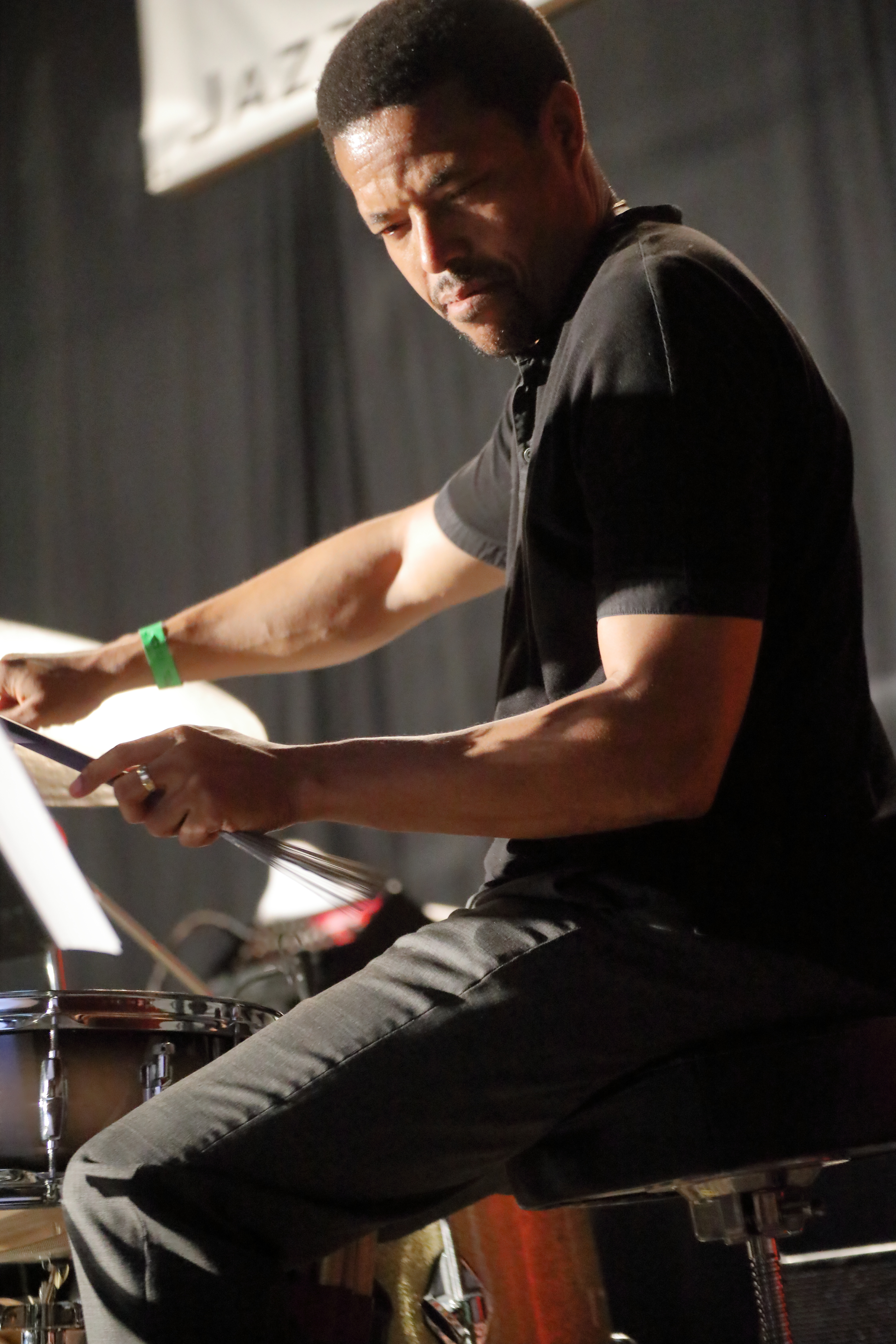
Nasheet Waits auf dem INNtöne Jazzfestival 2019

Nasheet Waits (* 15. Juni 1971 in New York City) ist ein US-amerikanischer Jazz-Schlagzeuger, Bandleader und Musikpädagoge.

## Biographie
Waits kam durch seinen Vater, den Perkussionisten Freddie Waits, zum Schlagzeug. Er besuchte zunächst das Morehouse-College in Atlanta, wo er Psychologie und Geschichte studierte; dann wechselte er zum Musikstudium nach New York an die Long Island University, wo er den Bachelor of Arts erwarb. Während seines Studiums hatte er Privatstunden bei Michael Carvin; Max Roach war sein Mentor, der ihn in seine Perkussionsgruppe M’Boom holte. Seine Profikarriere begann im Quintett von Antonio Hart, bei dem er bis 1998 blieb und an drei Alben mitwirkte, wie bei dem Impulse-Album Here I Stand von 1996.
Außerdem arbeitete Waits seitdem in den Gruppen von Andrew Hill, in Jason Morans Bandwagon und im Trio von Fred Hersch. Ferner wirkte er bei Aufnahmen und Auftritten zahlreicher Künstler mit, u. a. mit Geri Allen, Mario Bauzá, David Berkman, Hamiet Bluiett, Ron Carter, Steve Coleman, Stanley Cowell, Dave Douglas Brass Ecstasy, Orrin Evans, Stefon Harris, Michael Marcus, Jackie McLean, der Mingus Big Band, Greg Osby, Joshua Redman, Wallace Roney, Jacky Terrasson, Mark Turner, Christian McBride (Christian McBride’s New Jawn 2018, und Prime, 2023) oder Bojan Zulfikarpašić.
2007 gastierte Waits im Trio des Saxophonisten Bunky Green auf dem Festival JazzBaltica; 2010 legte er sein Debütalbum Equality vor. Des Weiteren arbeitete er im Komeda Project u. a. mit Scott Colley sowie im Duo mit Peter Brötzmann. Zu hören ist er u. a. auch auf Jeff Parkers Album  Eastside Romp (2022, mit Eric Revis).  Des Weiteren bildete er mit Eric Revis und Orrin Evans das Trio Tarbaby, mit dem er ab 2010 bislang (Stand 2024) fünf Alben vorlegte, darunter Fanon (2013),  Dance of the Evil Toys (2022, mit Oliver Lake) und You Think This America (2024).
Neben seiner Tätigkeit als Musiker unterrichtete Waits in Privatstunden.